# Ремізов Віктор Володимирович
Віктор Володимирович Ремізов (нар. 2 листопада 1960, Донецьк — 22 грудня 2022) — український політичний діяч, міський голова Селидового (від 31 жовтня 2010 року, місто обласного значення), до того генеральний директор Державного підприємства "Селидіввугілля" (з 2007 по 07.08.2008 року), голова Селидівської міської ради (з 2002 по 2006 рік).
Яскравий представник політичної еліти Донецької області. У 2014 році - один із голів міст Донецької області, який не сприяв проведенню референдуму у м. Селидово на підтримку створення «Донецької народної республіки».

## Біографія

### Освіта
- з 1977 по 1982 рік навчався в Донецькому політехнічному інституті за спеціальністю "Технологія і комплексна механізація підземної розробки корисних копалин", кваліфікація "Гірничий інженер";

- в 2006 році закінчив Дніпропетровський регіональний інститут державного управління Національної академії державного управління при Президентові України, за спеціальністю – "Державне управління" та кваліфікацією - "Магістр державного управління".

### Трудова діяльність
- з 1982 по 1985 рік працював гірничим майстром, заступником начальника, начальником дільниці підготовчих робіт, заступником головного інженера по виробництву шахти "Україна" виробничого об’єднання "Селидіввугілля";

- з 1985 по 1989 рік – головний інженер шахти ім. Д.С. Коротченка виробничого об’єднання "Селидіввугілля";

- з 1989 по 1992 рік – головний інженер, заступник директора по виробництву шахти "№1-3 Новогродівська" виробничого об’єднання "Селидіввугілля";

- з 1992 року по 1994 рік – головний інженер, з 1994 року по 1995 рік – директор шахти «Росія» Державного підприємства «Селидіввугілля»;

- з 1995 по 2000 рік - головний інженер, директор шахти – голова правління державного відкритого акціонерного товариства „шахта „Україна” державної холдингової компанії "Селидіввугілля";

- з 2000 по 2001 рік – директор дирекції по виробництву державної холдингової компанії "Селидіввугілля";

- з 2001 по 2002 рік – директор державного акціонерного товариства „шахта ”Україна” державної холдингової компанії "Селидіввугілля";

- з 2007 по серпень 2008 року – генеральний директор Державного підприємства "Селидіввугілля";

- з 2002 року по 2006 рік, 2010-2015, 2015-2020 - Селидівський міський голова. 

## Особисте життя
Одружений, двоє дітей.

## Смерть
Помер 20 грудня 2022 року внаслідок тяжкої хвороби.

## Діяльність
За часи каденції Віктора Ремізова на реалізацію інфраструктурних та соціальних проектів у місто Селидове було інвестовано більше 525 000 000 грн. 
Зокрема, було реалізовано такі проекти:  
-         капітальний ремонт приміщень першого поверху головного корпусу КНП «Селидівська центральна міська лікарня Селидівської міської ради» з метою розміщення відділення екстреної невідкладної медичної допомоги;
-         капітальний ремонт Центру творчості дітей та юнацтва м.Селидове;
-         реконструкція стадіону «Шахтар»;
-         реконструкція амбулаторій;
-         реконструкція мультифункціонального майданчика ДЮСШ;
-         реконструкція футбольного майданчика ЗОШ №2;
-         капітальний ремонт автодороги по вул.Нагорна м.Селидове;
-         капітальний ремонт моста і автодороги по вул.Козацька;
та багато інших інфраструктурних, економічних та соціальних проектів.

## Нагороди
- Знак "Шахтарська слава" (І, ІІ, ІІІ ступенів);
- Нагрудний знак "Шахтарська доблесть" (І,ІІ,ІІІ ступенів).
(сайт Селидівської міської ради)